# Васильева, Мария Ивановна (юрист)
Мари́я Ива́новна Васи́льева (род. 2 января 1963, Липецкая область) — российский правовед, доктор юридических наук, профессор кафедры экологического и земельного права Юридического факультета Московского государственного университета имени М. В. Ломоносова.

## Образование
В 1980 году поступила на юридический факультет Калининского государственного университета, который с отличием окончила в 1986 году.
В 1987—1990 годах обучалась в очной аспирантуре Юридического факультета МГУ имени М. В. Ломоносова по кафедре экологического и земельного права. 30 ноября 1990 года защитила кандидатскую диссертацию по теме «Право граждан СССР на здоровую окружающую среду» (научный руководитель профессор Петров В. В.). Защита состоялась на Юридическом факультете Московского Государственного университета имени М. В. Ломоносова.
18 февраля 1998 года решением Министерства образования Российской Федерации М. И. Васильевой было присвоено ученое звание доцента.
В 2000—2003 годах обучалась в докторантуре Юридического факультета МГУ по кафедре экологического и земельного права. 16 июня 2003 года защитила докторскую диссертацию по теме «Публичные интересы в экологическом праве». Защита состоялась на Юридическом факультете Московского Государственного университета имени М. В. Ломоносова.
21 ноября 2003 года решением Высшей аттестационной комиссии Министерства образования и науки Российской Федерации М. И. Васильевой была присвоена ученая степень доктора юридических наук.
С 01 сентября 1990 года по 31 октября 2000 года М. И. Васильева работала на юридическом факультете Тверского государственного университета в должности доцента.
На Юридическом факультете МГУ имени М. В. Ломоносова М. И. Васильева работает в должности профессора с 01 сентября 2003 года, читает лекционные курсы «Земельное право» (с 2003 года), «Экологическое право» (с 2003 года), а также специальный курс «Энергетическое право» (совместно с совместно с П. Г. Лахно, И. А. Игнатьевой, Г. А. Волковым, Д. В. Хаустовым).
Стажировалась в Амстердамском университете., Оснабрюкском университете, университете города Бат, а также по программе молодых российских лидеров «Открытый мир».
Доктор юридических наук, профессор М. И. Васильева ведет активную педагогическую работу: в течение восьми лет совместно с кандидатом юридических наук, доцентом Ольгой Михайловной Козырь руководит научным студенческим обществом Кафедры экологического и земельного права — Эколого-земельным обществом правоведов («ЭЗОП»).
В настоящее время М. И. Васильева — член Диссертационного Совета при МГУ имени М. В. Ломоносова (на юридическом факультете), член эколого-правовой секции Учебно-методического Совета по юридическому образованию, член редакционных советов и редакционных коллегий ряда научных журналов юридического и экологического профиля, заместитель председателя Общероссийской общественной организации «Центр экологической политики и культуры»., член Центра экологической политики России..

## Занимаемые должности и проекты
В разные годы являлась членом и экспертом Высшего экологического совета при Комитете Государственной Думы РФ по природным ресурсам, природопользованию и экологии, экспертом Комиссии Общественной палаты РФ по экологической политике и охране окружающей среды.
В качестве члена рабочих групп и эксперта принимала участие в разработке и экспертизе ряда федеральных и региональных законодательных актов.
В 2006—2007 годах участвовала в разработке базового проекта Общей части Экологического кодекса Российской Федерации, в 2007—2008 годах — в разработке базового проекта Особенной части Экологического кодекса Российской Федерации.
Доктор юридических наук, профессор М. И. Васильева является автором концепций и текстов проекта Федерального закона «О возмещении вреда, причиненного здоровью граждан неблагоприятным воздействием окружающей природной среды» и проекта модельного закона субъекта Российской Федерации «Об охране окружающей среды».
Участник ряда исследовательских проектов в сфере охраны окружающей среды, реализованных Центром экологической политики России, Программой ООН по окружающей среде, Всемирным фондом дикой природы и другими организациями.
За личный вклад в защиту экологических прав граждан и общественных интересов награждена медалью «За охрану природы России» и удостоена почетного звания «Зеленый человек года — 2001». Имеет благодарность Общественной палаты РФ.

## Публикации
М. И. Васильева автор более 160 научных публикаций, в том числе, шести монографий, посвященных защите экологических прав граждан и общественных интересов, проблемам формирования и реализации государственной экологической политики, организации государственного управления в сфере охраны окружающей среды, вопросам развития экологического законодательства субъектов Российской Федерации, комментариев к Федеральному закону «Об охране окружающей среды», Земельному кодексу РФ (в соавт.) и Лесному кодексу РФ (в соавт.), учебных пособий и научных статей, основные из которых:
- Право граждан на доступ к природным ресурсам (общетеоретическое и межотраслевое обоснование) // Журнал российского права. 2012. № 3. С. 5 — 14;
- Реализация прав граждан в сфере охраны окружающей среды и природопользования: методология анализа / Международно-правовое и национальное регулирование экологической сферы общества: сборник статей. — М.: ИЗиСП, 2011. С. 100—117;
- Особенная часть экологического права как объект кодификации // Экологическое право. 2010. № 6.
- Природноресурсовые факторы энергетики в российском законодательстве // Энергетическое право. 2010. № 1.
- Отраслевая дифференциация правового регулирования земельных отношений в контексте развития гражданского законодательства // Хозяйство и право. 2010. № 3. С. 31-45;
- Приоритетные направления правового обеспечения государственной экологической политики (глава 2 «Право») // Приоритеты национальной экологической политики России / Под ред. В. М. Захарова — М.: Институт устойчивого развития/Центр экологической политики России, 2009. С. 45-131;
- Субъекты экологических правоотношений // Вестник МГУ. Серия 11 "Право. 2009. № 5. С. 3-27;
- Комментарий к главе XVII Земельного кодекса РФ «Земли особо охраняемых территорий и объектов» // Комментарий к Земельному кодексу Российской Федерации / Отв. ред. проф. С. Н. Волков. — М.: Юстицинформ, 2009. С. 641—755;
- Эколого-информационные правоотношения: объект, субъекты, принципы // Законодательство и экономика. 2009. № 9 (С. 35-45), № 10;
- Государство как субъект экологического права // Экологическое право. 2008. № 6. С. 2-5;
- О методах, средствах и способах правового регулирования экологических отношений // Экологическое право. 2009. № 2-3. С. 56-67;
- Понятие и содержание организационного механизма охраны окружающей среды // Экологическое право России. Сборник материалов научно-практических конференций. Выпуск пятый. 2005—2007 гг./ Под ред. проф. А. К. Голиченкова. — М.: Форгрейфер, 2009. С. 334—342;
- О возможностях правового регулирования пользования экосистемными услугами // Стратегия России. 2009. № 2. статья также размещена по адресу: fondedin.ru ;
- Экологическое законодательство и управление в регионах и муниципальных образованиях // Экологическая политика и гражданское общество (региональный опыт) / под ред. В. М. Захарова. — М.: Акрополь, Центр экологической политики и культуры, Центр здоровья среды, 2008. С. 84-130;
- Общественный экологический контроль как сфера взаимодействия гражданского общества и государства // Правовые проблемы государственного, муниципального и иных видов экологического контроля в России. — М.: ИД «Юриспруденция», 2008. С. 91-99;
- Правовые проблемы возмещения вреда, причиняемого здоровью граждан неблагоприятным воздействием окружающей среды // Государство и право. 2008. № 10. С. 26-36;
- Природоохранные полномочия органов местного самоуправления: проблемы реализации и правового регулирования // Конституционное и муниципальное право. 2008. № 19. С. 24-32;
- Муниципальное управление в сфере охраны окружающей среды (законодательство и практика его применения) / Под ред. М. И. Васильевой — М.: Общественная палата РФ, 2007. — 152 с.;
- Предложения по созданию нормативно-правовой базы охраны окружающей среды регионального и местного уровня. — М.: Акрополь, ЦЭПР, 2007. — 52 с.;
- Экономическое стимулирование природоохранной деятельности: состояние и перспективы правового регулирования // Хозяйство и право. 2007. № 11. С. 52-57; 2007. № 12;
- Пребывание граждан в лесах // Аграрное и земельное право. 2007. № 9. С. 111—119;
- Концептуальные вопросы совершенствования экологической политики и законодательства об охране окружающей среды // Экологическое право. 2007. № 2. С. 8-18;
- Правовое регулирование лесных отношений в новом Лесном кодексе РФ // Журнал российского права. 2007. № 1. С. 75-86;
- Модельный закон субъекта Российской Федерации «Об охране окружающей среды» // Экологическое право. 2006. № 1.
- Право на благоприятную окружающую среду как элемент правового статуса личности // Экологическое право. 2005. № 1. С. 19-26;
- Правовые проблемы организации управления в сфере охраны окружающей среды. — М.: Акрополь, ЦЭПР, 2004. — 254 с.;
- Публичные экологические интересы: проблемы теории // Экологическое право. 2004. № 4. С. 12-20;
- О факторах влияния на преподавание экологического права // Экологическое право. 2003. № 3. С. 36-39;
- Экологические интересы в политике и праве. — М.: ЦЭПР, 2003. — 59 с.;
- Публичные интересы в экологическом праве. — М.: Изд-во МГУ, 2003. — 424 с.;
- К экологическому правопониманию (аксиологические аспекты) // Экологическое право. 2002. № 3. С. 14-19;
- О применении в праве экологических критериев благоприятности окружающей среды // Государство и право. 2002. № 11. С. 84-92;
- О юридических направлениях национальной экологической доктрины // Экологическое право. 2002. № 1. С. 18-21;
- Новое в Федеральном законе «Об охране окружающей среды»: Комментарий. — М.: НИА-Природа — РЭФИА, 2002. — 142 с.;
- Региональная экологическая политика: правовые аспекты. — М.: Центр экологической политики России, 2001. — 117 с.;
- Общественные экологические интересы: правовое регулирование. — М.: Наука, 1999. — 132 с.;
- Экологические права граждан (основы теории): Учебное пособие. — Изд-во ТвГУ, 1999. — 149 с.;
- Проблемы защиты общественного интереса в экологическом праве // Государство и право. 1999. № 8. С. 49-62;
- Концепция и структура Федерального закона «О возмещении вреда, причиненного здоровью граждан неблагоприятным воздействием окружающей природной среды» // Зелёный мир. 1997. № 9. С. 6-9;
- Судебная защита экологических прав (Правовые вопросы возмещения и предупреждения экологического вреда). — М.: ЦЭПР, 1996. — 217 с.;
- Возмещение вреда, причиненного здоровью граждан неблагоприятным воздействием природной среды // Законность. 1994. № 7. С. 25-32.

Доктор юридических наук, профессор М. И. Васильева является соавтором российско-германского учебника «Энергетическое право России и Германии» (Vasilyeva M. Ecologische Anforderungen an Energieanlagen (Kraftwerke und Nutze) // Handbuch zum deutsch-russischen Energierecht (Herausgegeben von Franz Jürgen Säcker) // Verlag C.H.Beck Munchen. 2011. S. 705—712)